# Ludwig Eiber
Ludwig Eiber (1945) is een Duits historicus en auteur. Hij wordt algemeen beschouwd als expert op het gebied van de geallieerde processen tegen de oorlogsmisdaden van de nazi's na de Tweede Wereldoorlog. Hij heeft vooral expertise op het gebied van de Dachauprocessen.

## Biografie
Eiber studeerde geschiedenis aan de Universiteit van München en promoveerde daar in 1978 met een dissertatie over de ervaringen van dwangarbeiders onder het nationaalsocialistische regime. Hij concentreerde zich in het bijzonder op de ervaringen van de textiel- en porseleinarbeiders in Noordoost Oberfranken in 1933–1939. Vervolgens werkte hij aan het Instituut voor Hedendaagse Geschiedenis.
Van 1980 tot 1988 leidde hij het herdenkingsmonument Neuengamme. Daarna deed hij tot 1991 onderzoek naar het Hamburgse arbeidersverzet in 1933–1939 aan de Hamburgse Stichting voor sociale geschiedenis in de twintigste eeuw en aansluitend naar de emigratie van sociaaldemocraten naar Groot-Brittannië in 1940–1945 aan de Leibniz-Universiteit van Hannover. Vanaf 1996 was hij wetenschappelijk medewerker aan het Haus der Bayerischen Geschichte en in 1997 voltooide hij zijn habilitatie in Hedendaagse geschiedenis met Arbeiter und Arbeiterbewegung in der Hansestadt Hamburg in den Jahren 1929 bis 1939: Werftarbeiter, Hafenarbeiter und Seeleute; Konformität, Opposition, Widerstand aan de Universiteit Hamburg. Van 1998 tot 2003 was hij projectleider van de revisie van de tentoonstelling in de KZ-Gedenkstätte Dachau. Bovendien werkte hij sinds 2000 als professor voor moderne en hedendaagse geschiedenis aan de faculteit filologie en geschiedenis van de Universiteit Augsburg. In 2004 kreeg hij de leiding van het project  Zeitzeugen in het Haus der Bayerischen Geschichte.
Vanaf 2005 bereidde hij de expositie Bayern-Böhmen in 2007 in Zwiesel voor.
Eiber ging in 2010 met pensioen en woont in Giesing, een voorstad vanMünchen.

## Werken
Monografieën
- "Ich wußte es wird schlimm". Die Verfolgung der Sinti und Roma in München 1933–1945, Buchendorfer Verlag, München 1993; ISBN 3-927984-16-7.
- Die Sozialdemokratie in der Emigration. Die "Union deutscher sozialistischer Organisationen in Großbritannien" 1941–46 und ihre Mitglieder. Protokolle, Erklärungen, Materialien, Dietz, Bonn 1997, ISBN 3-8012-4084-3.
- Arbeiter und Arbeiterbewegung in der Hansestadt Hamburg in den Jahren 1929 bis 1939. Werftarbeiter, Hafenarbeiter und Seeleute: Konformität, Opposition, Widerstand, Lang, Frankfurt/M. u.a. 2000, ISBN 3-631-31727-1.

Redactie
- Acht Stunden sind kein Tag. Geschichte der Gewerkschaften in Bayern. Katalog zur Wanderausstellung 1997/98 des Hauses der Bayerischen Geschichte in Zusammenarbeit mit dem Deutschen Gewerkschaftsbund - Landesbezirk Bayern,  Augsburg 1997 (samen met Rainhard Riepertinger en Evamaria Brockhoff).
- Räume – Medien – Pädagogik. Kolloquium zur Neugestaltung der KZ-Gedenkstätte Dachau, Augsburg 1999 (samen met Stanislav Zámečník en Evamaria Brockhoff).

Artikelen en bijdragen aan gezamenlijke publicaties
- KZ-Außenlager in München, in: Didaktische Arbeit in KZ-Gedenkstätten. Erfahrungen und Perspektiven, heruitgave door de Bayerischen Landeszentrale für politische Bildungsarbeit, München 1993, S. 43–57 (in uitgebreide vorm ook in: Dachauer Hefte 16 (1996) H. 12, S. 58–80).
- Unter Führung des NSDAP-Gauleiters. Die Hamburger Staatspolizei (1933–1937) in: Gerhard Paul, Michael Mallmann (heruitgave), Die Gestapo - Mythos und Realität, Darmstadt 1995, S. 101–117.
- Liebe und Tod. Frauen und Deserteure, in: Marlis Buchholz/Claus Füllberg-Stolberg/Hans-Dieter Schmid (heruitgave), Nationalsozialismus und Region, Bielefeld 1996, S. 241–257.
- Verfolgung (KZ, Repressionsapparat), in: Wolfgang Benz/Hermann Graml/Hermann Weiß (Historiker)|Hermann Weiß (Hrsg.), Lexikon des Nationalsozialismus, Stuttgart 1997.